# Dalbergia benthamii
Dalbergia benthamii är en ärtväxtart som beskrevs av David Prain. Dalbergia benthamii ingår i släktet Dalbergia, och familjen ärtväxter. Inga underarter finns listade i Catalogue of Life.